# セントラルプラザ

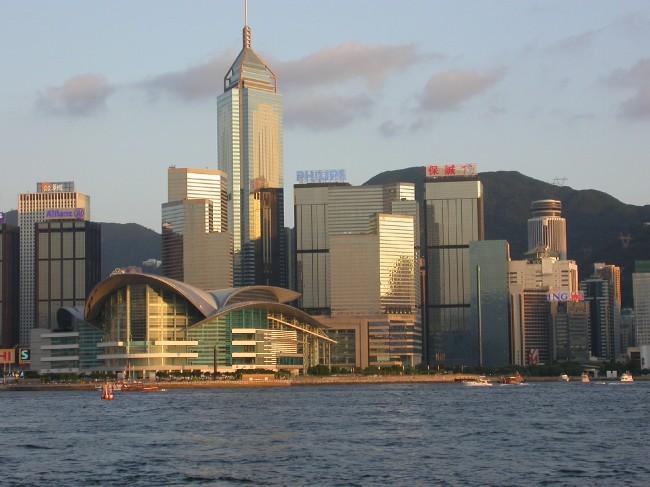
中央の最も高いビルがセントラルプラザ

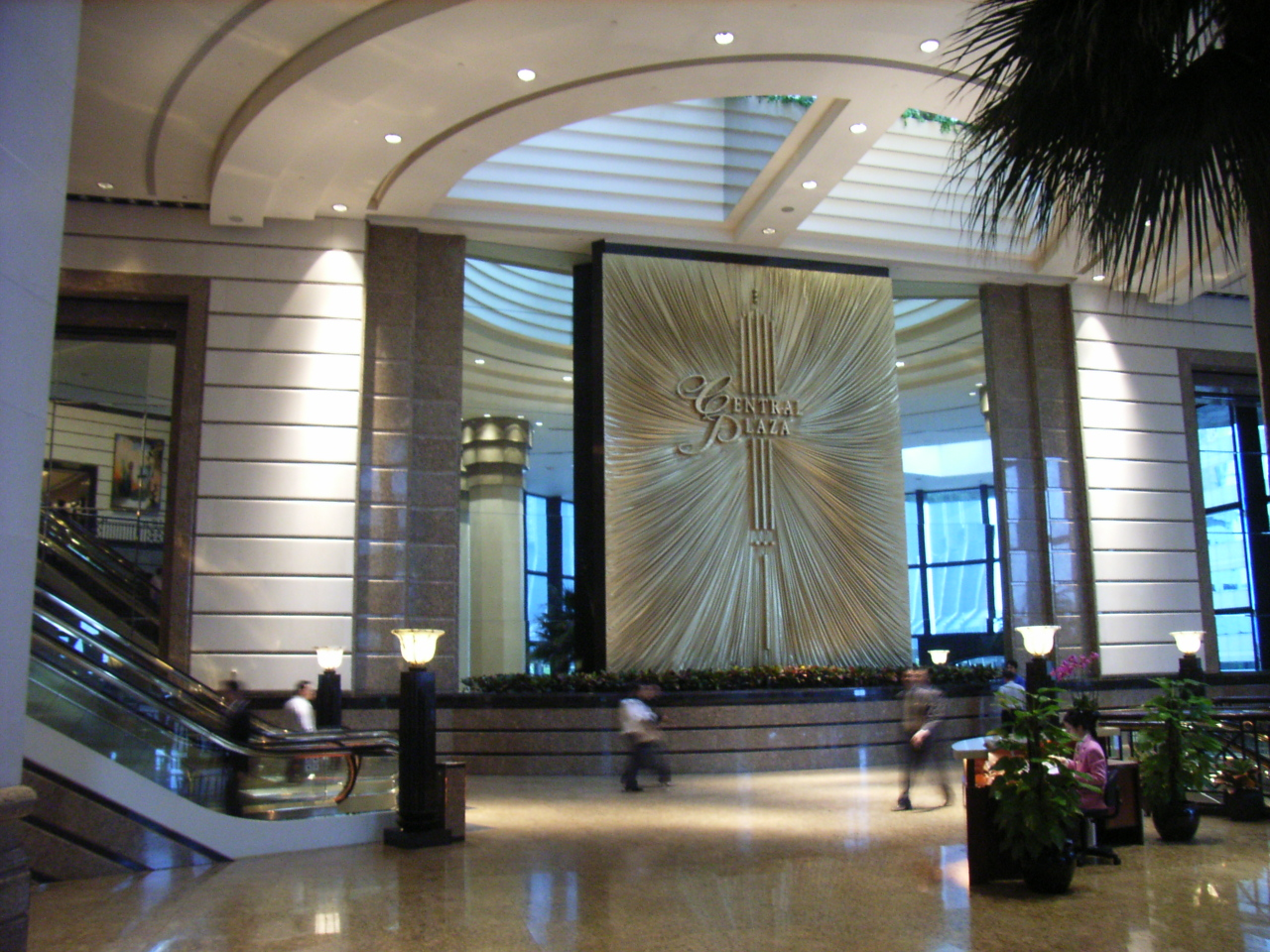
セントラルプラザのメインエントランス

セントラルプラザ（繁体字中国語: 中環廣場、英語: Central Plaza）は、香港の香港島北部にある湾仔 (Wan Chai) 地区に位置する超高層ビルである。所在地は中環（セントラル）ではない。高さ374m、地上78階で1992年8月完成から1996年までアジアで最も高い超高層ビルであった。

## 概要
セントラルプラザは、香港島北部の湾仔地区に建設され、イギリスの植民地時代の1992年に完成した。現在の湾仔地区のヴィクトリア湾沿いに広がる区域は全てが埋立地であり、新しく造成されたものである。湾仔地区は山側から古い街区（街市）が広がり、何本か通じる東西の大通りを境に街の年代が異なっている。セントラルプラザはこの先端に位置し、香港でも新都心として開発された比較的新しい土地に建っている。セントラルプラザは香港の大手不動産会社である新鴻基地産 (San Hung Kai Properties) などの手により、テナントオフィスビルとして建築された。
2003年に中環 (Central) 地区に建てられた国際金融中心・第二期（Two International Finance Centre：415.8m）が完成するまで、セントラルプラザは香港で最も高い超高層ビルであった。
1996年に中華人民共和国、広東省の深圳市中心部にある信興廣場 (Shun Hing Square) に建てられた地王大厦 (384.0m) が完成するまで、アジアで最も高い超高層ビルでもあった。構造部では1998年、マレーシアのクアラルンプールにペトロナスツインタワーが完成するまで、鉄骨鉄筋コンクリート（SRC構造）の超高層ビルとしては世界で最も高い建物であった。
現在でも香港を象徴するビルのひとつであり、非常な高さゆえ、ヴィクトリア湾を挟んだ対岸の九龍 (Kowloon) 地区からも望むことができる。
建物の最上階には教会があり、世界で最も高い場所にある教会となっている。香港最大の展示施設である、香港コンベンション・アンド・エキシビション・センターとも隣接し、近隣の建物とは概ねペデストリアンデッキによって繋がっている。
夜間にはライトアップが施され、建物頂部の尖塔には時間ごとに変化するイルミネーションがともる。展望施設は設置されていないが、46階がエレベーターの乗り換え用フロア（スカイロビー）となっており、一般の人でもそこから景色を眺めることができる。

## 周辺施設
- 香港コンベンション・アンド・エキシビション・センター
- 湾仔埠頭（湾仔渡輪碼頭：Wanchai Ferry Pier）
- 香港展覧中心 (Hong Kong Exhibition Centre)
- 入境事務大楼 (Immigration Tower)
- 海港中心 (Hourbour Centre)
- 鷹君中心 (Great Eagle Centre)
- 香港芸術中心 (Hong Kong Arts Centre)
- 湾仔政府大楼 (Wanchai Tower)

## 交通
- 香港MTR 港島線 湾仔駅より徒歩10分程度
- 香港MTR 東鉄線 会展駅より徒歩5分程度
- スターフェリー（天星渡輪）・湾仔埠頭
- バス便にて、湾仔埠頭バスターミナル下車徒歩5分程度

## 画像

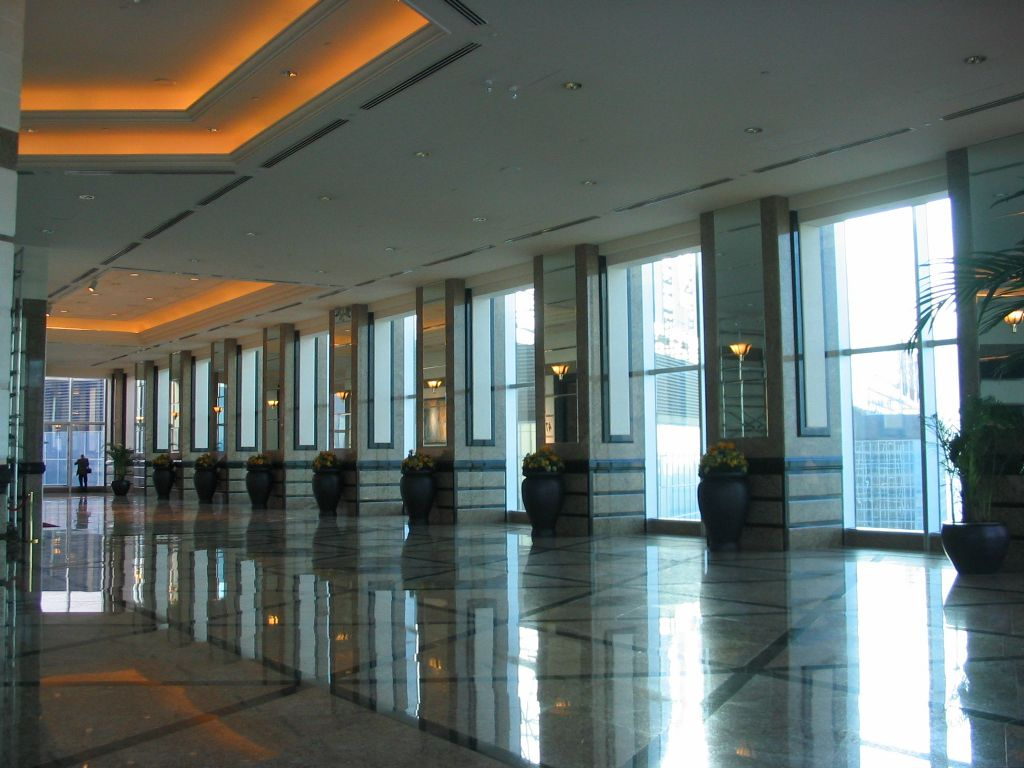
46階スカイロビーの様子
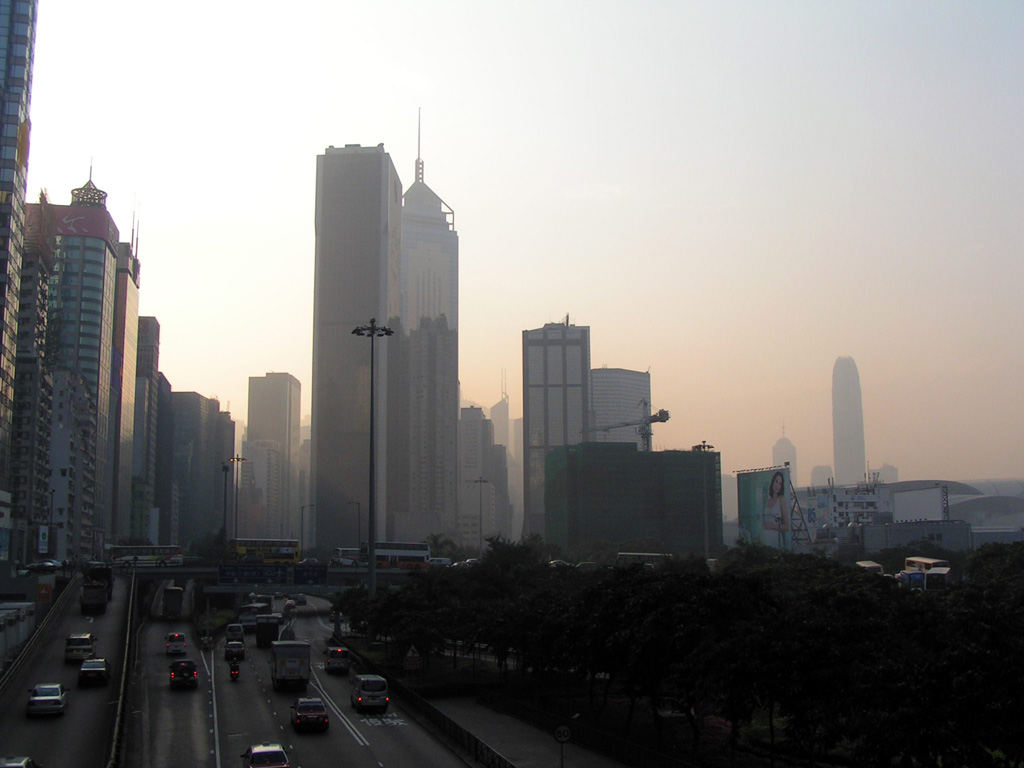
銅鑼湾側から望むセントラルプラザ
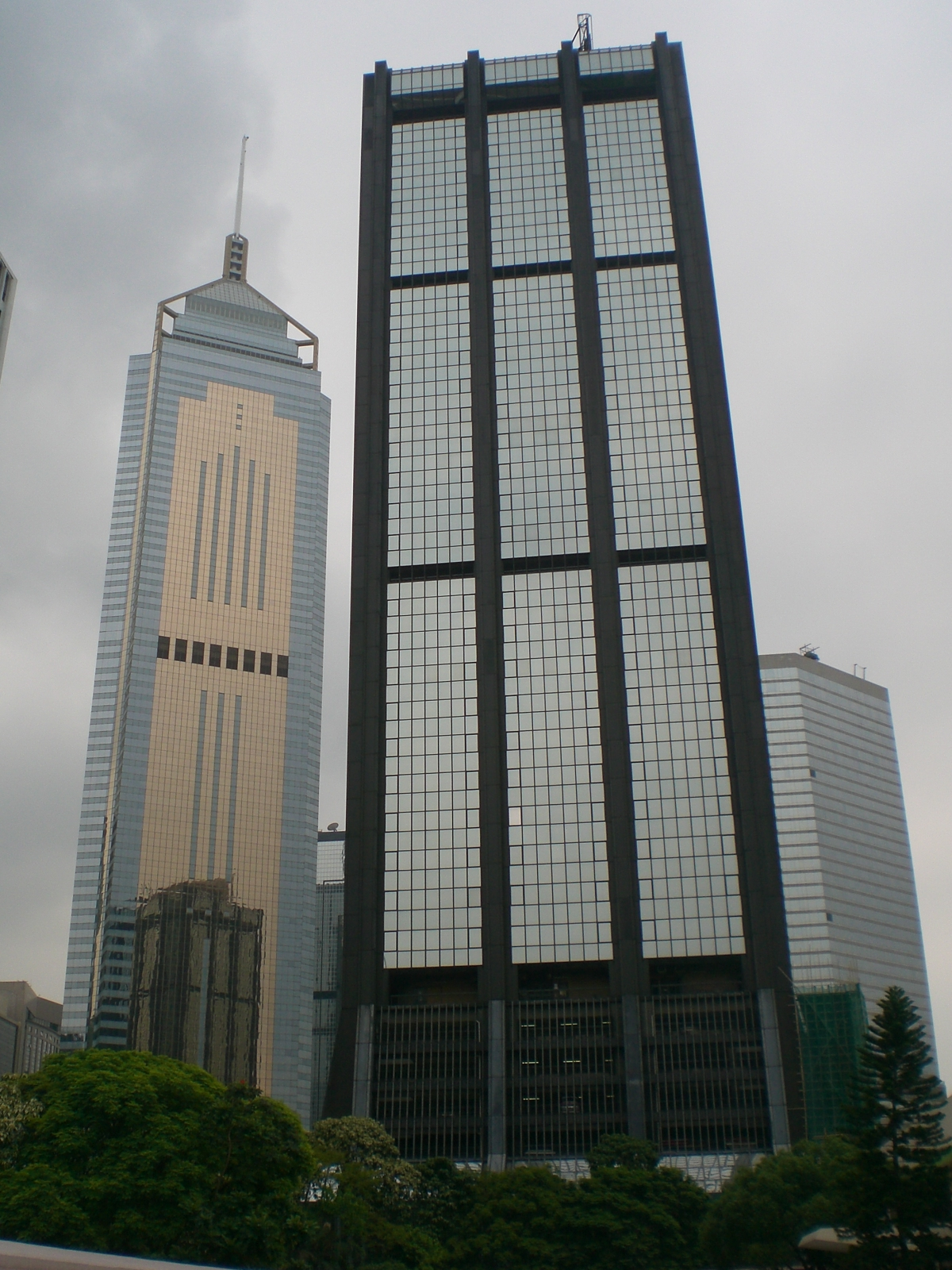
君鷹中心とセントラルプラザ
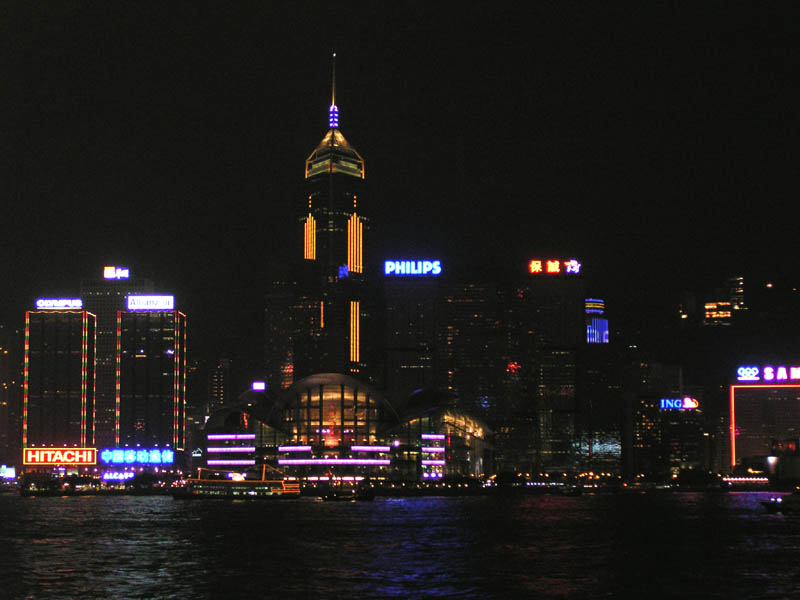
セントラルプラザの夜景